# Catedral da Sagrada Família (Anchorage)
A Catedral da Sagrada Família (em inglês: Holy Family Cathedral) é uma catedral católica localizada na cidade de Anchorage, nos Estados Unidos. É a sede da Arquidiocese de Anchorage-Juneau, juntamente com a Concatedral de Nossa Senhora de Guadalupe, e é dedicada à Sagrada Família.